# Diego Renan
Diego Renan de Lima Ferreira (Surubim, Estado de Pernambuco, Brasil, 26 de enero de 1990) es un futbolista brasileño. Juega como lateral izquierdo y su equipo actual es el Sportivo Alagoano del Campeonato Brasileño de Serie B. Tiene 35 años.

## Clubes
| Club              | País   | Año       |
| ----------------- | ------ | --------- |
| Cruzeiro          | Brasil | 2009-2012 |
| Criciúma          | Brasil | 2013      |
| Vasco da Gama     | Brasil | 2014      |
| Vitória           | Brasil | 2015-2016 |
| Chapecoense       | Brasil | 2017      |
| Figueirense FC    | Brasil | 2018      |
| Ponte Preta       | Brasil | 2019      |
| CSA               | Brasil | 2020      |
| Avaí FC           | Brasil | 2021      |
| Sportivo Alagoano | Brasil | 2022-act  |